# Ambachtsheerlijkheid Oost-Barendrecht
De ambachtsheerlijkheid Oost-Barendrecht is een voormalige ambachtsheerlijkheid in het gebied van de huidige gemeente Barendrecht. Zij werd gevormd door de volgende polders :
- Het Binnenland van Oost Barendrecht (247 morgen)
- De Zuidpolder (gedeeltelijk) (167 morgen)
- Polder Ziedewij (139 morgen)
- Het Buitenland van Oost-Barendrecht (86 morgen)
- Het Cornelisland (39 morgen)
- Polder Liesvelt (31 morgen)

In 1793 omvatte het gebied van de ambachtsheerlijkheid 72 huizen en 1 korenmolen. 
In 1840 omvatte het gebied van de ambachtsheerlijkheid 80 huizen met 684 inwoners.

## Lijst van Heren van het Ambacht Oost-Barendrecht
- 1300-1321 Gerard van Hoorne en Althena. Hij verkocht zijn rechten aan
- 1321-1335 Jan Oem. Opgevolgd door zijn zoon
- 1335-1361 Jan Gilles Oem. De heerlijkheid ging over op zijn dochter
- 1361-1391 Machtilde Oem. Zij was gehuwd met Diederik van Wassenaar, burggraaf van Leiden. Opgevolgd door haar zoon
- 1391-1428 Philips van Wassenaar. Opgevolgd door zijn zoon
- 1428-1447 Hendrik van Wassenaar. Opgevolgd door zijn zoon
- 1447-1451 Jacob van Wassenaar. Opgevolgd door zijn broer
- 1451-1497 Jan van Wassenaar. Opgevolgd door zijn zoon
- 1497-1523 Jan van Wassenaar. Opgevolgd door zijn dochter
- 1523-1544 Maria van Wassenaar. Gehuwd met Jacob graaf van Ligne, opgevolgd door haar zoon
- 1544-1584 Philips graaf van Ligne en Valkenburg. Opgevolgd door zijn zoon
- 1584-1615 Lamoraal graaf van Ligne en Valkenburg. Hij verkocht zijn rechten aan
- 1615-1636 Arent Maertenz. Opgevolgd door zijn erfdochter
- 1636-1638 Alida van Barendrecht. Gehuwd met Cornelis de Beveren. Opgevolgd door haar zoon
- 1638-1663 Abraham van Beveren. Opgevolgd door zijn broer
- 1663-1676 Jacob van Beveren. Opgevolgd door zijn dochter
- 1676-1702 Lidia van Beveren (1647-1702). Gehuwd met Nicolaas van der Dussen (1639-1719). Opgevolgd door haar echtgenoot
- 1702-1720 Nicolaas van der Dussen. Opgevolgd door zijn zoon
- 1720-1729 Ewoud van der Dussen (1669-1729). Opgevolgd door zijn zoon
- 1729-1770 Nicolaas van der Dussen (1718-1770). Opgevolgd door zijn zoon
- 1770-???? Ewoud van der Dussen (1750-????)
- 1844-1858 Jacob van der Dussen van Zoutveen. Deze kocht in 1847 de heerlijke rechten van de ambachtsheerlijkheden West-Barendrecht en Carnisse.[3]

In 1848 werd bij de Grondwetsherziening onder Thorbecke de bestuurlijke rol van de ambachtsheerlijkheid opgeheven. De heerlijke rechten an sich bleven nog wel bestaan en zijn in 1858 overgegaan op de familie de Kat. In de Barendrechtse wijk Molenvliet zijn een aantal straten vernoemd naar de voormalige ambachtsheren van Oost-Barendrecht.